# Korzenszky Richárd
Korzenszky Richárd (Csorna, 1941. november 27.–) bencés szerzetes, pedagógus, a Tihanyi Bencés Apátság egykori elöljárója.

## Életpályája
Korzenszky Richárd (polgári nevén Korzenszky Miklós. 1959-ben, a bencés rendbe lépve kapta a Richárd rendi nevet) 1941-ben született Csornán, Korzenszky László állatorvos és Vass Erzsébet gyermekeként. Gyermekkorát – három testvérével együtt – Kapuváron töltötte, általános iskolába is ott járt.
Középiskolai tanulmányait a Pannonhalmi Bencés Gimnáziumban végezte, 1959-ben érettségizett.
Érettségije évében lépett be a Bencés rendbe. A szerzetesi egyszerű fogadalmat 1960-ban, az ünnepélyes fogadalmat 1963-ban tette le. A pannonhalmi teológiai tanulmányokat követően 1964-ben szentelték pappá. 1964-től egyetemi tanulmányokat folytatott az ELTE bölcsésztudományi karán, 1969-ben magyar és orosz szakos diplomát szerzett. Egyetemi doktori dolgozatát a XVII. századi magyarországi unitárius énekköltészet témájából írta.
1968-tól a győri bencés gimnáziumban tanított és a diákotthonban volt nevelőtanár. 1973-ban Pannonhalmára helyezték, itt működött gimnáziumi és teológiai tanárként, és egyidejűleg 1979-ig Szennay András főapát titkáraként. 1979-től 1989-ig a pannonhalmi gimnázium igazgatója volt.
1989-ben pannonhalmi főmonostori perjellé választották. 1991-ig töltötte be ezt a tisztséget.
A rendszerváltozás idején a magyar katolikus egyházat képviselte a Művelődési és Közoktatási Minisztériumban, 1991-től miniszteri biztosként. 1991-től a Katolikus Iskolák Főhatóságának ügyvezető elnöke volt, 1996-tól a Magyar Katolikus Püspöki Konferencia Iskolabizottságának elnökhelyettese. Oktatás- és iskolapolitikusként meghatározó szerepe volt a katolikus iskolarendszer újraindulásában.
1994-ben elöljárója Tihanyba helyezte, ahol előbb házfőnökként, majd perjelként felújította, valamint vallási, kulturális és közéleti központtá tette a tihanyi bencés apátságot. 2018. február 4-én lemondott perjeli szolgálatáról, a február 17-ére összehívott konventkáptalan Mihályi Jeromost választotta a közösség új konventuális perjelévé. 2004 óta az I. András Király Lovagrend tiszteletbeli lovagja.
Több száz előadást tartott szerte az egész országban, több könyv és számtalan cikk szerzője.

## Könyvei
- Ajándékként fogadom el. Korzenszky Richárd bencés szerzetes életútja és gondolatai; Napkút, Budapest, 2024
- Hány éves a kicsi? Jegyzetek a Magyar Katolikus Rádiónak; Tihanyi Bencés Apátság, Tihany, 2024
- „Atyjafiáért számot ad…” Tűnődések napjainkban II.; sajtó alá rend. Présingné Baracskai Erika, Tátrai Zoltán; Tihanyi Bencés Apátság, Tihany, 2022
- Egy fecske nem csinál nyarat. Jegyzetek a Magyar Katolikus Rádiónak; sajtó alá rend. Présingné Baracskai Erika, Tátrai Zoltán; Tihanyi Bencés Apátság, Tihany, 2021
- „Nyolcvan is talán…” Imádságok; Tihanyi Bencés Apátság, Tihany, 2021
- Cinkos, aki néma. Tűnődések napjainkban; sajtó alá rend. Présingné Baracskai Erika, Tátrai Zoltán; Tihanyi Bencés Apátság, Tihany, 2021
- Határán a végtelennek... Útijegyzetek; sajtó alá rend. Présingné Baracskai Erika, Tátrai Zoltán; Tihanyi Bencés Apátság, Tihany, 2019
- Csak magukon múlik! Jegyzetek a Magyar Katolikus Rádiónak; fotó Korzenszky Richárd; Tihanyi Bencés Apátság, Tihany, 2017
- Békesség ennek a háznak!: Elmélkedések, igehirdetések; Tihanyi Bencés Apátság, 2016
- „Mi végre vagyunk a világon?": Esszék, tanulmányok, beszédek; Tihanyi Bencés Apátság, 2015
- Jókai Anna–Korzenszky Richárd: A hit kapuja: Beszélgetés hármasban Kovács András Péterrel; Éghajlat Könyvkiadó, 2015
- Semmit sem mondok kétszer: Jegyzetek a Magyar Katolikus Rádiónak; Tihanyi Bencés Apátság, 2014
- Amikor felkel a nap. Így látom Tihanyt / When the sun rises. My vision of Tihany; angolra ford. Panajotu Kosztasz; Zrínyi, Bp., 2014 (fényképalbum)
- „Hozzád emelem…”: imádságok; Tihanyi Bencés Apátság, 2011
- Zarándokfüzet (összeáll. Korzenszky Richárd); Tihanyi Bencés Apátság, 2009
- Idevigyázz gyerek! : jegyzetek a Magyar Katolikus Rádiónak ; Tihanyi Bencés Apátság, 2009
- „Ha kérdeznek…” : beszélgetések, interjúk Korzenszky Richárd bencés szerzetessel (sajtó alá rend. Cs. Varga István) ; kiad. Balatonfüred Város Önkormányzata, 2009
- „Az Úr házába felmegyünk…” : szentföldi útijegyzetek; Tihanyi Bencés Apátság, 2008
- Fogadd el : elmélkedések, igehirdetések ; Tihanyi Bencés Apátság, 2007
- Üzenőfüzet : kinyílott az aranyeső! : jegyzetek a Magyar Katolikus Rádiónak; Tihanyi Bencés Apátság, 2007
- Keresd a békét, és járj utána! : Korzenszky Richárddal beszélget Dvorszky Hedvig; Sorozat: Miért hiszek?, Kairosz, 2005
- „Úton vagyunk…” : nevelésről, kultúráról, egyházról; Tihanyi Bencés Apátság, 2005
- „Én Uram, én Istenem!" : imádságok a tihanyi apátsági templomból ; Tihanyi Bencés Apátság, 2004
- „Adj már csendességet…" : igehirdetések, elmélkedések a tihanyi apátsági templomból; Tihany : Bencés Apátság, 2002
- „Légy áldott…” : igehirdetések évnyitóra, évzáróra, ballagásra, találkozóra; Tihany : Bencés Apátság, 2002
- Keresztút. Udvardi Erzsébet képei. Korzenszky Richárd gondolatai; Szemimpex, Bp., 2002
- Magyar sorskérdések : előadások a magyar kultúra és népesedés keresztény szempontjairól (társszerző: Somorjai Ádám) Róma : 1989
- „Uram, hogy lássak!”; Udvardi Erzsébet festményeivel. Budapest : Szemimpex, 2000
- „Fúdd el, jó szél…” : ballagásra; Tihany : Bencés Apátság, 2000
- Szünet nélkül : egyházról, iskoláról; Tihany : Bencés Apátság, 2000
- „A te szavadra…”; Udvardi Erzsébet festményeivel; Budapest : Szemimpex, 1999
- Maradj velünk; Udvardi Erzsébet festményeivel; Budapest : Szemimpex, 1998
- Bleibe bei uns; mit Bildern von Erzsébet Udvardi; Budapest : Szemimpex, 1997
- Páternoszter : feljegyzések a minisztériumból, 1992–1994; Budapest : Szemimpex, 1997
- Kassai István énekgyűjteménye; Bencés, Pannonhalma, 1997 (Pannonhalmi füzetek)
- Evangéliumi nevelés lélekben és igazságban; szerk. Jancsó Kálmánné, Kelemenné Farkas Márta, Korzenszky Richárd; Bencés, Pannonhalma, 1997
- A zarándok elbeszélései; ford. Korzenszky Richárd; Bencés, Pannonhalma, 1994
- Bánhegyi Miksa–Korzenszky Richárd: A Pannonhalmi Bencés Főapátság Könyvtára; fotó Szentgyörgyvári Tamás; B+V, Budapest, 1991 (angolul, németül is)
- Korzenszky Richárd–Somorjai Ádám: Magyar sorskérdések. Előadások a magyar kultúra és népesedés keresztény szempontjairól; s. n., Róma, 1989
- A zarándok; ford. Korzenszky Richárd; Görögkatolikus Hittudományi Főiskola, Nyíregyháza, 1989
- Küldetésben. Tanulmánykötet. A „Teológia” folyóirat húszéves jubileumára; összeáll. Korzenszky Richárd; Actio Catholica, Bp., 1988

## Elismerései
- A Magyar Köztársasági Érdemrend tisztikeresztje (1994)
- Trefort Ágoston-díj (1995)
- Veszprém megye „Pro Comitatu”-díja (2001)
- Fraknói Vilmos-díj (2003)
- Schönvisner István-emlékérem (2003)
- Veszprém megye érdemrendje (2004)
- Kapuvár díszpolgára (2005)
- Pro Turismo-díj (2007)
- Tihany díszpolgára (2008)
- Prima Primissima díj (2008)
- A Magyar Érdemrend parancsnoki keresztje (2011)[3]
- Magyar Örökség díj (2012)
- Lőrincze Lajos-díj (2022)[4]